# قائمة الزواحف والبرمائيات في اليمن

موقع اليمن بين قارات العالم القديم

هذه قائمة تشمل الزواحف والبرمائيات في اليمن

## السلاحف
| الاسم الشائع              | الاسم العلمي           | الجنس                | الصورة | حالة الانحفاظ العالميَّة |
| ------------------------- | ---------------------- | -------------------- | ------ | ---------------------- |
| لجأة صقرية المنقار        | Eretmochelys imbricata | اللجأة صقرية المنقار |        | مُهددة بدرجةٍ قُصوى       |
| لجأة ردلي الزيتونية       | Lepidochelys olivacea  | لجأة ردلي            |        | مُهدد بدرجةٍ دُنيا        |
| سلحفاة بحرية ضخمة الرأس   | Caretta caretta        | Caretta              |        | مُهدد بدرجةٍ دُنيا        |
| سلحفاة بحرية خضراء        | Chelonia mydas         |                      |        | مُهددة بدرجةٍ وسطى       |
| سلحفاة المحيط جلدية الظهر | Dermochelys coriacea   | Dermochelys          |        | مُهددة بدرجةٍ قُصوى       |

## الضفادع
| الاسم الشائع | الاسم العلمي             | الجنس           | الصورة | حالة الانحفاظ العالميَّة |
| ------------ | ------------------------ | --------------- | ------ | ---------------------- |
| علجوم ظفاري  | Duttaphrynus dhufarensis | دوتافرينوس      |        | 7                      |
| علجوم عربي   | Sclerophrys arabica      | ذو الحاجب الصلب |        | غير مُهدد               |

## الزواحف
| الاسم الشائع            | الاسم العلمي               | الجنس           | صورة | حالة الانحفاظ العالميَّة |
| ----------------------- | -------------------------- | --------------- | ---- | ---------------------- |
| ثعبة يمنية              | Acanthodactylus yemenicus  | ثعبة            |      | 7                      |
| ثعبة أفعوانية الذيل     | Acanthodactylus opheodurus | ثعبة            |      | 7                      |
| ثعبة عربية              | Acanthodactylus arabicus   | ثعبة            |      | 7                      |
| سحلية الدودة العربية    | Agamodon arabicus          | أم حبين المسننة |      |                        |
| سقنقور همبريشي          | Scincus hemprichii         | سقنقور          |      | 7                      |
| ورل يمني                | Varanus yemenensis         | ورل             |      |                        |
| حرباء شائعة             | Chamaeleo chamaeleon       | كاميليو         |      | 7                      |
| وحر صخري                | Agama adramitana           | عضرفوط          |      | 7                      |
| حرباء ذات القلنسوة      | Chamaeleo calyptratus      | كاميليو         |      | 7                      |
| حرباء عربية             | Chamaeleo arabicus         | الحرباء         |      | 7                      |
| برص كبير                | Hemidactylus robustus      | نصفي الأصابع    |      | 7                      |
| برص دقيق                | Hemidactylus minutus       | نصفي الأصابع    |      |                        |
| برص ورقي الأصابع العربي | Hemidactylus homoeolepis   | نصفي الأصابع    |      | 7                      |
| عريض الحرشفة الشريطي    | Eurylepis taeniolata       | عريض الحرشفة    |      |                        |

## الثعابين
| الاسم الشائع           | الاسم العلمي         | الجنس         | الصورة | حالة الانحفاظ العالميَّة |
| ---------------------- | -------------------- | ------------- | ------ | ---------------------- |
| ناشر عربي              | Uromastyx yemenensis | ناشرات حقيقية |        | 7                      |
| ثعبان القط العربي      | Telescopus dhara     | مقرابية       |        | 7                      |
| ثعبان البحر أصفر البطن | ydrophis platurus    | غيدقة         |        | 7                      |
| أفعى أم الجنيب         | Cerastes gasperettii | القرناء       |        | 7                      |
| حارية بوركيني          | Echis borkini        | حارية         |        | 7                      |
| حارية خوساتسكي         | Echis khosatzkii     | حارية         |        | 7                      |

## الضبّ
| الاسم الشائع | الاسم العلمي         | الجنس | صورة | حالة الانحفاظ العالميَّة                                                                                     |
| ------------ | -------------------- | ----- | ---- | --- |
| ضب يمني      | Uromastyx yemenensis | ضب    |      | حالة الأنواع القريبة من الخطر، مقارنة بحالات الأنواع الأخرى على القائمة الحمراء للأنواع المهددة بالانقراض. |
| ضب شبراقي    | Uromastyx shobraki   | ضب    |      | حالة الأنواع القريبة من الخطر، مقارنة بحالات الأنواع الأخرى على القائمة الحمراء للأنواع المهددة بالانقراض. |